# 7,5 cm Leichtgeschütz 40
7,5 cm Leichtgeschütz 40 (7,5 cm LG40) – niemieckie działo bezodrzutowe z okresu II wojny światowej zaprojektowane dla potrzeb jednostek powietrznodesantowych (Fallschirmjäger). W czasie wojny używane było także przez oddziały wojsk górskich (Gebirgsjäger). Była to bardzo udana i lubiana broń stosowana do końca wojny. LG 40 ważyło o 90% mniej, a miało zasięg wynoszący ok. 75% zasięgu standardowego niemieckiego działa polowego kalibru 75 mm i wystrzeliwało identyczne jak ono pociski.
Prace projektowe nad działem rozpoczęto w zakładach Rheinmetall w 1937. Początkowo działo znane było jako LG 1, ale ostatecznie jego oznaczenie zostało zmienione na bardziej standardowe LG 40 (numer oznaczał rok wprowadzenia do służby). W celu skrócenia okresu projektowego zdecydowano się użyć już istniejącej amunicji, zmodyfikowano jedynie łuski pocisków, tak aby mogły być wykorzystywane w dziale bezodrzutowym. LG 40 używało dwóch typów amunicji – pocisków burzących z armaty górskiej 7,5 cm Gebirgsgeschütz 36 oraz pocisków przeciwpancernych z armaty polowej 7,5 cm FK 16 n.A.
Już po wprowadzeniu armaty do służby odkryto w niej dwie wady. Pierwsza z nich wiązała się z tym, że uchodzące z dysz gazy prochowe powodowały zanieczyszczenie zamka, ale usunięcie tego defektu wymagałoby poważnych zmian w konstrukcji armaty i nie zdecydowano się na to. Druga, znacznie poważniejsza, związana była z bardzo lekką konstrukcją całego działa – po oddaniu ok. 300 strzałów podstawa armaty zaczynała się dosłownie rozsypywać. Było to powodowane głównie znacznymi siłami działającymi na lufę i podstawę powodowanymi przez moment obrotowy opuszczających lufę pocisków. Aby temu zapobiec do wnętrza dysz gazowych wspawano brzechwy nadające gazom wylotowym kierunek ruchu odwrotny do kierunku obrotu pocisku.
LG 40 zostały po raz pierwszy użyte w czasie inwazji na Kretę, stanowiły wyposażenie 2. Batterie/Fallschirmjäger-Artillerie-Abteilung (2 Bateria Batalionu Artylerii Spadochronowej) i były używane przez jednostki spadochronowe Luftwaffe i Waffen-SS do końca wojny. Armaty te były też używane przez jednostki górskie, niemieccy Gebirgsjäger używali ich w czasie walk na Kaukazie w lecie i jesienią 1942.
Działo było montowane na składanej trójnożnej podstawie, do której można było przymocować dwa kółka, ułatwiające obsłudze przemieszczanie działa.